# Richard Tolman
Richard Chace Tolman (4 de marzo de 1881 - 5 de septiembre de 1948) fue un físico matemático y químico-físico estadounidense. Considerado una autoridad en mecánica estadística, también hizo importantes contribuciones a la cosmología teórica en los años posteriores al descubrimiento de Einstein de la relatividad general. Fue profesor de fisicoquímica y física matemática en el Instituto de Tecnología de California (Caltech).

## Biografía

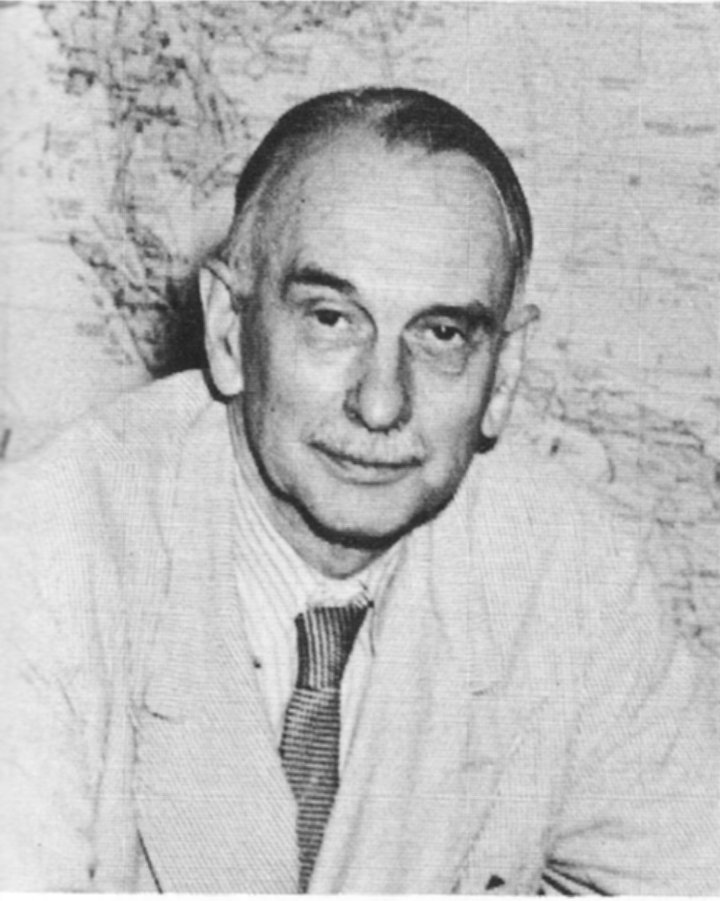
Tolman en 1945.

Tolman nació en West Newton, Massachusetts y estudió ingeniería química en el Instituto de Tecnología de Massachusetts, donde obtuvo su licenciatura en 1903 y su Ph.D. en 1910 bajo A. A. Noyes.
Se casó con Ruth Sherman Tolman en 1924.
En 1912, concibió el concepto de masa relativista escribiendo que "la expresión  m0(1-v2/c2)−1/2 es la más adecuada para la masa de un cuerpo en movimiento".
En un experimento de 1916 con Thomas Dale Stewart, Tolman demostró que la electricidad consiste en electrones que fluyen a través de un conductor metálico. Un subproducto de este experimento fue un valor medido de la masa del electrón. Sin embargo, era conocido sobre todo como un científico teórico.
Tolman fue miembro de la Alianza Técnica en 1919, un precursor del movimiento tecnocrático, donde ayudó a realizar una encuesta en la que analizaba la posibilidad de aplicar la ciencia a los asuntos sociales e industriales.
Tolman fue elegido miembro de la Academia Estadounidense de las Artes y las Ciencias en 1922. El mismo año, se incorporó a la facultad del Instituto de Tecnología de California, donde se convirtió en profesor de química física y física matemática y más tarde decano de la escuela de postgrado.
Uno de los primeros estudiantes de Tolman en Caltech fue el químico teórico Linus Pauling, a quien Tolman enseñó la teoría cuántica pre-Schrödinger.
En 1927, Tolman publicó un texto sobre mecánica estadística cuyo trasfondo era la antigua teoría cuántica de Max Planck, Niels Bohr y Arnold Sommerfeld. En 1938, publicó un nuevo trabajo detallado que cubría la aplicación de la mecánica estadística a los sistemas clásicos y cuánticos. Fue el trabajo estándar sobre el tema durante muchos años y sigue siendo de interés hoy en día.
En los últimos años de su carrera, Tolman se interesó cada vez más en la aplicación de la termodinámica a los sistemas relativistas y a la cosmología. Una importante monografía que publicó en 1934 titulada Relatividad, Termodinámica y Cosmología demostraba cómo la radiación del cuerpo negro en un universo en expansión se enfría pero mantiene su radiación térmica, un indicador clave hacia las propiedades del fondo cósmico de microondas. También en esta monografía, Tolman fue la primera persona en documentar y explicar cómo un universo cerrado podría equivaler a energía cero. Explicó cómo toda la energía de masas es positiva y toda la energía gravitacional es negativa y se anulan entre sí, lo que lleva a un universo de energía cero. Su investigación de la hipótesis del universo oscilante, que Aleksandr Fridman había propuesto en 1922, llamó la atención sobre las dificultades con respecto a la entropía y dio lugar a su desaparición hasta finales de los años sesenta.
Cada año, la sección del sur de California de la American Chemical Society rinde homenaje a Tolman al otorgar su Medalla Tolman "en reconocimiento a las contribuciones destacadas a la química".

## Familia
El hermano de Tolman fue el psicólogo conductista Edward Chace Tolman.

## Libros de Tolman
- Mecánica estadística con aplicaciones a la física y la química. New York: The Chemical Catalog Company. 1927.
- Relatividad, Termodinámica y Cosmología. Oxford: Clarendon Press. 1934. LCCN 340-32023. Reissued (1987) New York: Dover ISBN 0-486-65383-8.
- os principios de la mecánica estadística. Oxford: Clarendon Press. 1938. Reissued (1979) New York: Dover ISBN 0-486-63896-0. 1987 Dover reimpresión.